# Lista siturilor arheologice din județul Arad - F
Lista siturilor arheologice din județul Arad - F conține toate siturile arheologice din județul Arad înscrise în Repertoriul Arheologic Național (RAN) și aflate în localități al căror nume începe cu litera F. RAN este administrat de Ministerul Culturii și Patrimoniului Național și cuprinde date științifice, cartografice, topografice, imagini și planuri, precum și orice alte informații privitoare la zonele cu potențial arheologic, studiate sau nu, încă existente sau dispărute.
Puteți căuta un sit din localitățile care încep cu litera F folosind formularul de mai jos sau puteți naviga prin toate siturile din județ la Lista siturilor arheologice din județul Arad.
| Cod RAN                                  | Denumire | Localitate                      | Adresă            | Datare                      | Descoperit | Coordonate                                    | Imagine           | Erori            |
| ---------------------------------------- | --- | ------------------------------- | ----------------- | --------------------------- | ---------- | --------------------------------------------- | ----------------- | ---------------- |
| 10836.01.01 (Cod LMI: AR-I-m-A-00437.03) | Situl arheologic de la Felnac - "Complexul porcine" / ansamblu anonim (Categorie: locuire civilă) (Tip: Așezare)                                   | sat Felnac, comuna Felnac       | Complexul porcine |                             |            | 46°07′39″N 21°08′18″E / 46.1275°N 21.13833°E  | Încărcați imagine | Raportați eroare |
| 10836.01.02 (Cod LMI: AR-I-m-A-00437.02) | Situl arheologic de la Felnac - "Complexul porcine" / ansamblu anonim (Categorie: locuire civilă) (Tip: Așezare)                                   | sat Felnac, comuna Felnac       | Complexul porcine | sec. III - V                |            | 46°07′39″N 21°08′18″E / 46.1275°N 21.13833°E  | Încărcați imagine | Raportați eroare |
| 10836.01.03 (Cod LMI: AR-I-m-A-00437.01) | Situl arheologic de la Felnac - "Complexul porcine" / ansamblu anonim (Categorie: locuire civilă) (Tip: Așezare)                                   | sat Felnac, comuna Felnac       | Complexul porcine | sec. X - XII                |            | 46°07′39″N 21°08′18″E / 46.1275°N 21.13833°E  | Încărcați imagine | Raportați eroare |
| 9315.01.01 (Cod LMI: AR-I-m-B-00438.03)  | Situl arheologic de la Frumușeni - "Dosul Caprei" / ansamblu anonim (Categorie: locuire civilă) (Tip: Așezare)                                     | sat Frumușeni, comuna Frumușeni | Dosul caprei      |                             |            |                                               | Încărcați imagine | Raportați eroare |
| 9315.01.02 (Cod LMI: AR-I-m-B-00438.01)  | Situl arheologic de la Frumușeni - "Dosul Caprei" / ansamblu anonim (Categorie: locuire civilă) (Tip: Așezare)                                     | sat Frumușeni, comuna Frumușeni | Dosul caprei      |                             |            |                                               | Încărcați imagine | Raportați eroare |
| 9315.01.03 (Cod LMI: AR-I-m-B-00438.02)  | Situl arheologic de la Frumușeni - "Dosul Caprei" / ansamblu anonim (Categorie: locuire civilă) (Tip: Fortificație)                                | sat Frumușeni, comuna Frumușeni | Dosul caprei      |                             |            |                                               | Încărcați imagine | Raportați eroare |
| 9315.02.01 (Cod LMI: AR-I-s-A-00439)     | Situl arheologic II de la Frumușeni / ansamblu anonim (Categorie: locuire civilă) (Tip: Așezare)                                                   | sat Frumușeni, comuna Frumușeni |                   | sec. XII - XIII d.Chr.      |            | 46°06′14″N 21°28′12″E / 46.10389°N 21.47°E    | Încărcați imagine | Raportați eroare |
| 9315.02.02 (Cod LMI: AR-I-s-A-00439)     | Situl arheologic II de la Frumușeni / ansamblu anonim (Categorie: locuire civilă) (Tip: așezare)                                                   | sat Frumușeni, comuna Frumușeni |                   | sec.II-III d.Chr.           |            | 46°06′14″N 21°28′12″E / 46.10389°N 21.47°E    | Încărcați imagine | Raportați eroare |
| 9315.03.01                               | Situl medieval de la Frumușeni - "Mănăstirea Bizere" / ansamblu anonim (Categorie: structură de cult/religioasă) (Tip: Biserică)                   | sat Frumușeni, comuna Frumușeni | Mănăstirea Bizere | sec. XII-XVI                | 1981       | 46°06′43″N 21°28′47″E / 46.11195°N 21.47972°E | Încărcați imagine | Raportați eroare |
| 9315.03.02                               | Situl medieval de la Frumușeni - "Mănăstirea Bizere" / ansamblu anonim (Categorie: structură de cult/religioasă) (Tip: Necropolă)                  | sat Frumușeni, comuna Frumușeni | Mănăstirea Bizere |                             | 1981       | 46°06′43″N 21°28′47″E / 46.11195°N 21.47972°E | Încărcați imagine | Raportați eroare |
| 9299.02.01                               | Așezarea preistorică de la Fântânele / ansamblu anonim (Categorie: locuire) (Tip: așezare)                                                         | sat Fântânele, comuna Fântânele |                   |                             |            |                                               | Încărcați imagine | Raportați eroare |
| 10836.02.01                              | Necropola de incinerație de epoca bronzului de la Felnac-La Vii / ansamblu anonim (Categorie: decoperire funerară) (Tip: necropola de incinerație) | sat Felnac, comuna Felnac       | La Vii            | mil I î.Chr.                |            |                                               | Încărcați imagine | Raportați eroare |
| 10836.03.01                              | Situl arheologic de la Felnac-fosta C.A.P. / ansamblu Așezarea hallstattiana de la Felnac (Categorie: locuire) (Tip: așezare)                      | sat Felnac, comuna Felnac       | fosta C.A.P.      | mil.I î.Chr.                |            |                                               | Încărcați imagine | Raportați eroare |
| 10836.03.02                              | Situl arheologic de la Felnac-fosta C.A.P. / ansamblu anonim (Categorie: locuire) (Tip: Necropolă)                                                 | sat Felnac, comuna Felnac       | fosta C.A.P.      | sec.III-IV d.Chr.           |            |                                               | Încărcați imagine | Raportați eroare |
| 10836.03.03                              | Situl arheologic de la Felnac-fosta C.A.P. / ansamblu anonim (Categorie: locuire) (Tip: Necropolă)                                                 | sat Felnac, comuna Felnac       | fosta C.A.P.      | sec. VII d.Chr.             |            |                                               | Încărcați imagine | Raportați eroare |
| 10836.03.04                              | Situl arheologic de la Felnac-fosta C.A.P. / ansamblu anonim (Categorie: locuire) (Tip: locuințe)                                                  | sat Felnac, comuna Felnac       | fosta C.A.P.      | sec.IX-X d.Chr.             |            |                                               | Încărcați imagine | Raportați eroare |
| 10836.03.05                              | Situl arheologic de la Felnac-fosta C.A.P. / ansamblu anonim (Categorie: locuire) (Tip: locuințe)                                                  | sat Felnac, comuna Felnac       | fosta C.A.P.      | sec.XI-XII d.Chr.           |            |                                               | Încărcați imagine | Raportați eroare |
| 10836.03.06                              | Situl arheologic de la Felnac-fosta C.A.P. / ansamblu anonim (Categorie: locuire) (Tip: locuințe)                                                  | sat Felnac, comuna Felnac       | fosta C.A.P.      | sec.XIV-XV d.Chr.           |            |                                               | Încărcați imagine | Raportați eroare |
| 10836.04.01                              | Situl arheologic de la Felnac / ansamblu anonim (Categorie: locuire) (Tip: locuire)                                                                | sat Felnac, comuna Felnac       |                   | dacică sec.I î.Chr-I d.Chr. |            |                                               | Încărcați imagine | Raportați eroare |
| 10836.04.02                              | Situl arheologic de la Felnac / ansamblu anonim (Categorie: locuire) (Tip: locuire)                                                                | sat Felnac, comuna Felnac       |                   | sec.III-IV d.Chr.           |            |                                               | Încărcați imagine | Raportați eroare |
| 10836.04.03                              | Situl arheologic de la Felnac / ansamblu anonim (Categorie: locuire) (Tip: locuire)                                                                | sat Felnac, comuna Felnac       |                   | sec.VII-VIII d.Chr.         |            |                                               | Încărcați imagine | Raportați eroare |
| 10836.05.01                              | Valul roman de la Felnac / ansamblu anonim (Categorie: fortificație) (Tip: Val de pământ)                                                          | sat Felnac, comuna Felnac       |                   |                             |            |                                               | Încărcați imagine | Raportați eroare |
| 10836.06.01                              | Depunerea rituala de epoca migrațiilor de la Felnac / ansamblu anonim (Categorie: structură de cult/religioasă) (Tip: Depunere rituală)            | sat Felnac, comuna Felnac       |                   | avară sec.VII d.Chr.        |            |                                               | Încărcați imagine | Raportați eroare |
| 10836.07.01                              | Mănăstirea ortodoxa Sfântul Nicolae de la Felnac / ansamblu anonim (Categorie: construcție cult) (Tip: Mănăstire)                                  | sat Felnac, comuna Felnac       |                   | sec.XVII d.Chr.             |            |                                               | Încărcați imagine | Raportați eroare |
| 10836.08.01                              | Cetatea medievală de la Felnac / ansamblu anonim (Categorie: fortificație) (Tip: Cetate)                                                           | sat Felnac, comuna Felnac       |                   |                             |            |                                               | Încărcați imagine | Raportați eroare |
| 12171.01.01                              | Așezarea neolitică de la Firiteaz-Sodol / ansamblu anonim (Categorie: locuire) (Tip: așezare)                                                      | sat Firiteaz, comuna Șagu       | Sodol             |                             |            |                                               | Încărcați imagine | Raportați eroare |
| 12171.02.01                              | Așezarea daco-romană de la Firiteaz / ansamblu anonim (Categorie: locuire) (Tip: așezare)                                                          | sat Firiteaz, comuna Șagu       |                   | sec.III-IV d.Chr.           |            |                                               | Încărcați imagine | Raportați eroare |
| 12171.03.01                              | Fortificația medievală de la Firiteaz-Capul Boului / ansamblu anonim (Categorie: fortificație) (Tip: Fortificație)                                 | sat Firiteaz, comuna Șagu       | Capul Boului      |                             |            |                                               | Încărcați imagine | Raportați eroare |
| 12171.04.01                              | Abația benedictină de epocă medievală de la Firiteaz / ansamblu anonim (Categorie: construcție cult) (Tip: abație)                                 | sat Firiteaz, comuna Șagu       |                   | sec.XII d.Chr.              |            |                                               | Încărcați imagine | Raportați eroare |
| 9315.04.01                               | Situl arheologic I de la Frumușeni / ansamblu anonim (Categorie: locuire) (Tip: Locuire)                                                           | sat Frumușeni, comuna Frumușeni |                   |                             |            |                                               | Încărcați imagine | Raportați eroare |
| 9315.04.02                               | Situl arheologic I de la Frumușeni / ansamblu anonim (Categorie: locuire) (Tip: Locuire)                                                           | sat Frumușeni, comuna Frumușeni |                   | sec.III-IV d.Chr.           |            |                                               | Încărcați imagine | Raportați eroare |
| 9315.05.01                               | Situl arheologic de la Frumușeni-Fântâna Turcului / ansamblu anonim (Categorie: locuire) (Tip: Locuire)                                            | sat Frumușeni, comuna Frumușeni | Fântâna Turcului  | sec.III-IV d.Chr.           |            |                                               | Încărcați imagine | Raportați eroare |
| 9315.05.02                               | Situl arheologic de la Frumușeni-Fântâna Turcului / ansamblu anonim (Categorie: locuire) (Tip: Locuire)                                            | sat Frumușeni, comuna Frumușeni | Fântâna Turcului  | sec.X-XI                    |            |                                               | Încărcați imagine | Raportați eroare |
| 9315.05.03                               | Situl arheologic de la Frumușeni-Fântâna Turcului / ansamblu anonim (Categorie: locuire) (Tip: Locuire)                                            | sat Frumușeni, comuna Frumușeni | Fântâna Turcului  | sec.XII-XIV d.Chr.          |            |                                               | Încărcați imagine | Raportați eroare |
| 9315.06.01                               | Situl arheologic III de la Frumușeni / ansamblu anonim (Categorie: locuire) (Tip: Locuire)                                                         | sat Frumușeni, comuna Frumușeni |                   | sec.III-IV d.Chr.           |            |                                               | Încărcați imagine | Raportați eroare |
| 9315.07.01                               | Situl arheologic IV de la Frumușeni / ansamblu anonim (Categorie: locuire) (Tip: Locuire)                                                          | sat Frumușeni, comuna Frumușeni |                   | sec.III-IV d.Chr.           |            |                                               | Încărcați imagine | Raportați eroare |
| 9315.08.01                               | Situl arheologic V de la Frumușeni-Sanczberg / ansamblu anonim (Categorie: locuire) (Tip: Locuire)                                                 | sat Frumușeni, comuna Frumușeni | Sanczberg         | sec.III-IV d.Chr.           |            |                                               | Încărcați imagine | Raportați eroare |
| 9315.08.02                               | Situl arheologic V de la Frumușeni-Sanczberg / ansamblu anonim (Categorie: locuire) (Tip: Locuire)                                                 | sat Frumușeni, comuna Frumușeni | Sanczberg         | sec.III-IV d.Chr.           |            |                                               | Încărcați imagine | Raportați eroare |
| 9315.09.01                               | Situl arheologic VI de la Frumușeni-Insula Hadă / ansamblu anonim (Categorie: locuire) (Tip: așezare)                                              | sat Frumușeni, comuna Frumușeni | Insula Hadă       | sec.IX-XII d.Chr.           |            |                                               | Încărcați imagine | Raportați eroare |
| 9315.09.02                               | Situl arheologic VI de la Frumușeni-Insula Hadă / ansamblu anonim (Categorie: locuire) (Tip: Cetate)                                               | sat Frumușeni, comuna Frumușeni | Insula Hadă       |                             |            |                                               | Încărcați imagine | Raportați eroare |
| 9315.10.01                               | Situl arheologic VII de la Frumușeni-Cetatea Bizere / ansamblu anonim (Categorie: locuire) (Tip: Cetate)                                           | sat Frumușeni, comuna Frumușeni | Cetatea Bizere    | sec.XV d.Chr.               |            |                                               | Încărcați imagine | Raportați eroare |
| 9315.10.02                               | Situl arheologic VII de la Frumușeni-Cetatea Bizere / ansamblu anonim (Categorie: locuire) (Tip: Mănăstire)                                        | sat Frumușeni, comuna Frumușeni | Cetatea Bizere    | sec.XII d.Chr.              |            |                                               | Încărcați imagine | Raportați eroare |
| 9315.10.03                               | Situl arheologic VII de la Frumușeni-Cetatea Bizere / ansamblu anonim (Categorie: locuire) (Tip: Morminte)                                         | sat Frumușeni, comuna Frumușeni | Cetatea Bizere    | sec.XII-XV d.Chr.           |            |                                               | Încărcați imagine | Raportați eroare |